# تحطم طائرة كي إل إم دوغلاس دي سي-2 عام 1934
في 19 ديسمبر 1934، قامت الخطوط الجوية الملكية الهولندية بتشغيل طائرة يويفر دوغلاس دي سي-2-115A (المسجلة PH-AJU) وهي رحلة دولية إضافية مجدولة لنقل الركاب والبريد بمناسبة عيد الميلاد من مطار سخيبول في أمستردام، هولندا، إلى باتافيا في جزر الهند الشرقية الهولندية مع ثماني محطات توقف وسيطة.
أثناء الرحلة من مطار ألماظة خارج القاهرة، مصر، إلى بغداد، العراق، تحطمت الطائرة بالقرب من آبار الرطبة، العراق، أثناء عاصفة مطيرة واشتعلت فيها النيران، مما أسفر عن مقتل جميع الأشخاص السبعة الذين كانوا على متنها.
بعد التحقيقات، نُشر تقرير فني فقط، ذكر أن الحادث وقع بسبب سوء الأحوال الجوية وسوء أداء الطائرة. لم يُنشر التقرير المتعلق بالمسؤولية في ذلك الوقت، ولكن حصلت عليه صحيفة هيت فريجي فولك بعد حوالي خمسين عامًا. وذكر التقرير أن الخطوط الجوية الهولندية (KLM) مسؤولة عن الحادث. وقد خاطرت الخطوط الجوية الهولندية (KLM) كثيرًا أثناء قيامها بهذه الرحلة، وتجاهلت جوانب سلامة مهمة متعددة للطائرة. كما أُلقي باللوم على وزير البنية التحتية وإدارة المياه، جاكوب كالف، لإصداره شهادة صلاحية طيران للطائرة بمتطلبات أقل من المطلوب. ونظرًا للتعديلات غير المُجراة على الطائرة والمخاطر المعروفة، فقد اعتُبر أيضًا عدم مسؤولية من قِبل التقرير للسماح للركاب بركوب هذه الرحلة.

## خلفية
اكتسبت الطائرة شهرة عالمية بعد فوزها بتصنيف ذوي الاحتياجات الخاصة في سباق ماكروبرتسون الجوي، حيث كانت طائرة الركاب التجارية الوحيدة المشاركة. حظي السباق بتغطية إعلامية يومية واسعة في هولندا، وحظي هذا الإنجاز بشعبية واسعة، بما في ذلك إنتاج بضائع الطائرة وطاقمها. ولا يزال هذا الإنجاز يُعَدّ أهم حدث تاريخي في تاريخ الطيران الهولندي.
منذ السنوات الأولى لشركة الخطوط الجوية الملكية الهولندية KLM، كانت تُعتبر شركة طيران تتمتع بأعلى قواعد السلامة وسياسات السلامة الصارمة والاختيار الدقيق للطيارين. ونظرًا لشعبية شركة KLM والتأثير الذي أحدثته على المستوى الدولي، لم يكن من المناسب في ذلك الوقت نشر انتقادات للشركة أو عملياتها أو طياريها.

## طائرة يويفر

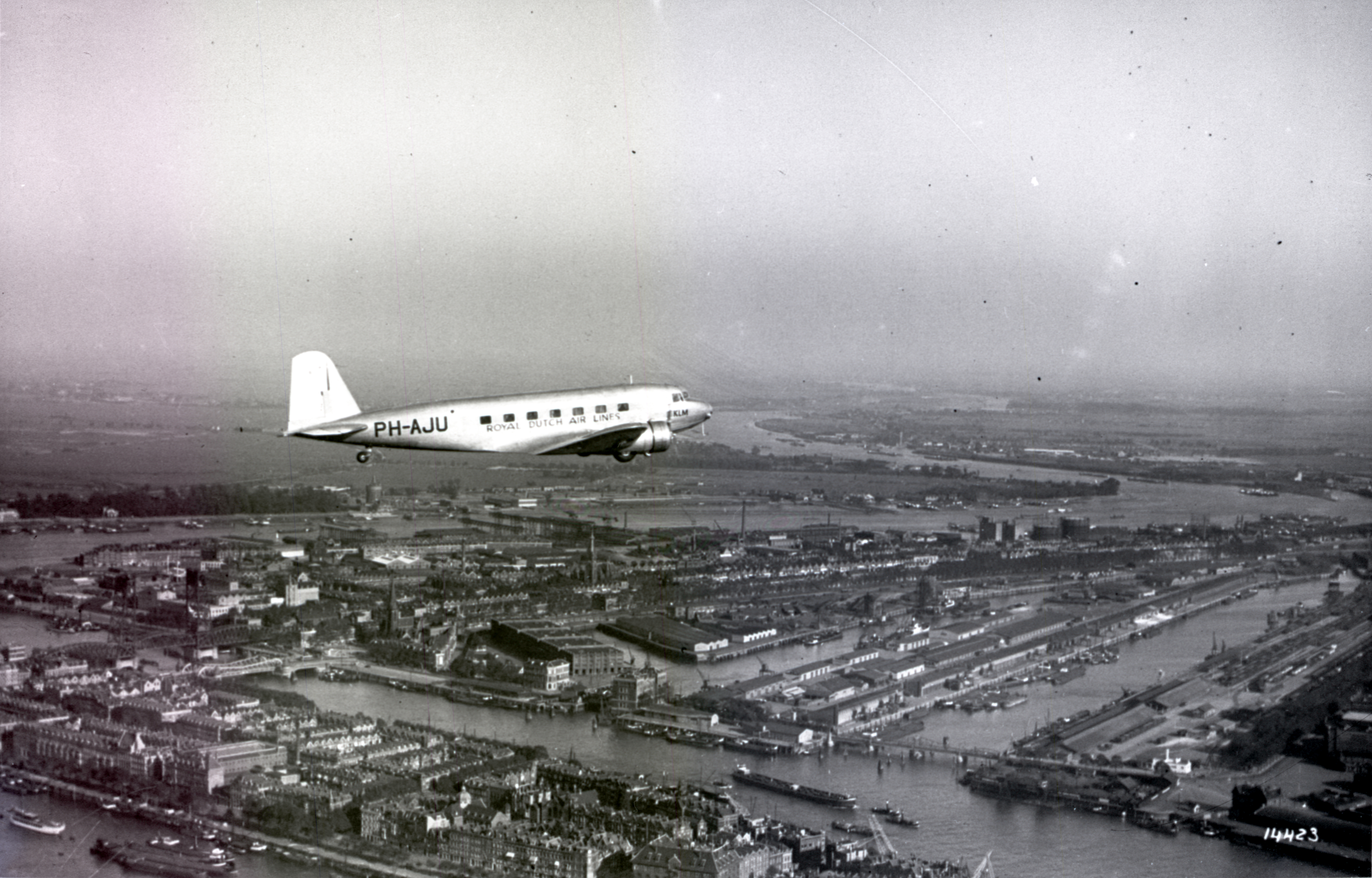
طائرة يويفر أثناء تحليقها فوق هولندا

كانت يويفر طائرة دوغلاس دي سي-2 أمريكية الصنع. كانت الطائرة رقم 18 من طراز دي سي-2 التي بُنِيَت وسبقت طلبين آخرين لطائرات دي سي-2 (14 و 3 على التوالي) لشركة KLM. كان رقم البناء 1317 وسُجلت باسم PH-AJU. في ذلك الوقت، أطلقت KLM على طائرتها اسم طائر يبدأ اسمه بالحرف الأخير من التسجيل. تلقت هذه الطائرة اسم "يويفر" (اسم محلي لطائر اللقلق). سُلِّمَت الطائرة في 21 أغسطس 1934 بعد وصولها إلى هولندا في 12 سبتمبر 1934 عن طريق السفينة (ss "Statendam"). كان لدى طائرة دوغلاس دي سي-2 هذه محركان مكبسيان من طراز Wright Cyclone SGR 1820-F2 بقوة 750 حصان لكل منهما. كانت سرعة إبحار الطائرة 290 كم/ساعة، ووزن إقلاع أقصى 8.4 طن ومدى طيران 1750 كم.

## رحلة جوية
كانت الرحلة رحلة بريدية إضافية إلى باتافيا. بعد نجاحها في الفوز بسباق ملبورن وشعبية طائرة "يويفر"، أطلقت الخطوط الجوية الملكية الهولندية حملة دعائية بعنوان "أتمنى لكم عيد الميلاد ورأس السنة الجديدة مع طائرة يويفرالمتجهة شرقًا - ستتلقون ردًا خلال 11 يومًا". وتلقت عشرات الآلاف من الرسائل والبطاقات.
في 19 ديسمبر 1934، قامت الخطوط الجوية الملكية الهولندية KLM بتشغيل طائرة دوغلاس دي سي-2-115A يويفر (المسجلة PH-AJU) وكانت رحلة دولية إضافية مجدولة لعيد الميلاد لنقل البريد والركاب من مطار سخيبول في أمستردام، هولندا، إلى باتافيا في جزر الهند الشرقية الهولندية والتي تتوقف في مرسيليا، فرنسا؛ روما، إيطاليا؛ أثينا والقاهرة، اليونان وبغداد، العراق، كراتشي في باكستان ويانغون في ميانمار وسنغافورة. كان الهدف هو أن تتم الرحلة في وقت قياسي، وبالتالي أسرع من رحلة عيد الميلاد في ديسمبر 1933 مع طائرة Fokker F.XVIII "Pelikaan". كان على متن الطائرة أربعة من أفراد الطاقم وثلاثة ركاب و350 كغم من البريد. بعد التوقف الوسيط الرابع، غادرت الطائرة في الساعة 9.50 مساءً من القاهرة في طريقها إلى بغداد، العراق. بعد منتصف الليل بقليل، في الساعة 00:10 صباحًا، سأل عامل اللاسلكي فان زادلهوف قاعدة سلاح الجو الملكي البريطاني في آبار الرطبة عن موقع الطائرة. بعد نصف ساعة، سُمع صوت الطائرة آخر مرة من قِبل العاملين في محطة الضخ H.3 لخط أنابيب نفط كركوك-حيفا. كان الطقس سيئًا للغاية في تلك اللحظة، ولم تكن هذه التوقعات معروفة عند مغادرة الطائرة القاهرة.

## عملية البحث
لم يكن موقع تحطم الطائرة معروفًا. ويُعتقد أن الطائرة كانت في منطقة صحراوية "أكبر من ألمانيا".
بسبب سوء الأحوال الجوية وعدم توفر المطارات، لم تكن عملية البحث عن الطائرة ممكنة في يوم الحادث.
بدأت عملية بحث واسعة النطاق في 21 ديسمبر. وشاركت في البحث أربع وعشرون طائرة تابعة لسلاح الجو الملكي البريطاني من بغداد؛ وطائرات تابعة لسلاح الجو العراقي من عمان وطائرة واحدة تابعة لشركة نفط العراق. ومن هولندا، ذهبت طائرة "Leeuwerik" إلى العراق للبحث عن الطائرة في حالة عدم العثور عليها بحلول الوقت الذي وصلت فيه. بحث سلاح الجو الملكي في مثلث الرمادي-حديثة-الرطبة، وبحث سلاح الجو العراقي بين عمان والرطبة. في 21 ديسمبر، اكتشف طيار من السرب رقم 14 في سلاح الجو الملكي حطام الطائرة المحترق، في الساعة 6:30 بتوقيت غرينتش، على بعد 16 كيلومترًا جنوب آبار الرطبة في قلعة صحراوية بريطانية. لم ينجُ أحد من الحادث وعُثِر على جميع الجثث السبع. نُقِلَت الجثث جواً إلى بغداد بواسطة سلاح الجو الملكي البريطاني.

## استعادة البريد
من البريد المنقول، احترق 142 كجم من أصل 350 كجم بعد انفجار الطائرة. لم يتضرر جزء من البريد الذي أُنقِذ، لكن الباقي أظهر علامات مرئية للحادث. التقطت شركة فيرولي هذا البريد باستخدام طائرة PH-AIR "Rijstvogel" ونقله إلى باتافيا، حيث وصل في 28 ديسمبر 1934. كان الأمريكي فيليب دبليو أيرلاند (فيليب ويلارد أيرلاند) يحاول بشكل غير قانوني بيع البريد الذي كان على متن الطائرة. بناءً على طلب الشرطة في لاهاي، قُبِضَ عليه في لندن وعُثِر على 36 قطعة بريد. أعيد البريد إلى أصحاب الحقوق في فبراير 1935. حصل فيليب على درجة الدكتوراه في كلية لندن للاقتصاد في لندن وذهب إلى بغداد لكتابة كتاب عن كيفية إنشاء العراق بعنوان "العراق: دراسة في التنمية السياسية" ونُشر عام 1938.
في المجمل، سُلِّم 349 طردًا من أصل 5225 طردًا في جزر الهند الشرقية الهولندية عن طريق مكتب البريد الرئيسي في باندونغ. وأُعيدت الكمية المتبقية، البالغة 7.2 كيلوغرامًا، من البريد إلى هولندا بالقارب في أبريل/نيسان 1935. وبعد طلبها، أُرسلت 181 طردًا بريديًا آخر كانت لا تزال في العراق إلى هولندا.

## الخسائر

### أعضاء الطاقم

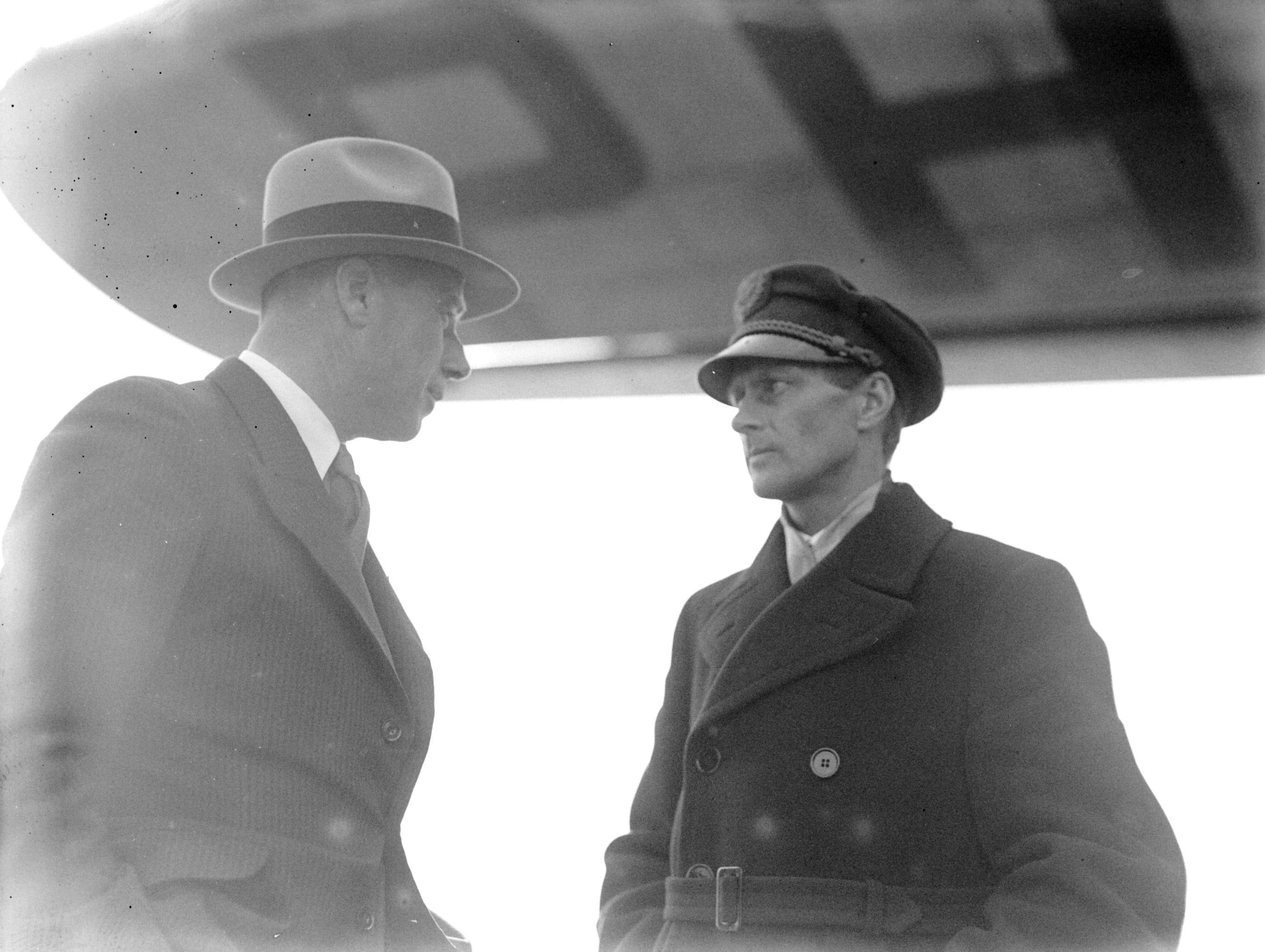
بيكمان (يمين) في أكتوبر 1934

- ويم بيكمان (ولد في 15 مارس 1895 في برويرسهافن) كان قائد الرحلة. بعد أن كان في الجيش ذهب إلى قسم الطيران، حيث حصل على رخصة الطيران في 8 ديسمبر 1922. عمل منذ 14 مايو 1924 مع KLM. كان بيكمان طيارًا ذو خبرة كبيرة وواحدًا من أقدم الطيارين في KLM. قام برحلة بين أمستردام وباتافيا كقائد عدة مرات.[16] كان لديه 40 ساعة طيران في "يويفر".[2] كان متزوجًا ولديه ابنة واحدة إنجي بيكمان. أصبحت ابنته ممثلة وعملت كمضيفة طيران في KLM.[5]
- كان يان يوهانس فان ستينبيرجين (من مواليد 15 أبريل 1898 في لايدن) ثاني طيار في الرحلة. عمل في قسم الطيران، وحصل على رخصة الطيران في 23 أكتوبر 1925. ترك الخدمة وبدأ العمل منذ 16 أبريل 1928 مع الخطوط الجوية الملكية الهولندية؛ ليس كطيار ولكن كمهندس طيران نظرًا لعدم الحاجة إلى طيارين في ذلك الوقت. بعد مناصب مختلفة، أصبح طيارًا في الخطوط الجوية الملكية الهولندية في 1 أكتوبر 1931. وقد قام بالرحلة بين أمستردام وباتافيا اثنتي عشرة مرة وكان قائدًا في الرحلات الأوروبية لبعض الوقت. وكان لديه ما مجموعه 3200 ساعة طيران. كان متزوجًا وليس لديه أطفال.[16][2]
- هندريك أبراهام واليفين (مواليد 12 فبراير 1900 في روتردام ) كان مهندس طيران. عمل واليفين منذ 4 أبريل 1921 مع الخطوط الجوية الملكية الهولندية (KLM)، وكان كبير المهندسين في مطار سخيبول. منذ عام 1929، كان عضوًا منتظمًا في طاقم الرحلة المتجهة إلى جزر الهند الشرقية الهولندية، ليختبر ويتعلم من التطورات على هذا المسار. كانت هذه هي المرة السادسة التي يسافر فيها إلى باتافيا. كان متزوجًا ولديه طفلان.[16]
- كان جيسبرت فان زادلهوف (مواليد 13 مايو 1908 في بارن) عامل تلغراف. عمل فان زادلهوف في إذاعة هولندا، وعمل أيضًا عامل تلغراف على متن عدة سفن. عمل منذ 1 أغسطس 1931 مع الخطوط الجوية الهولندية (KLM)، وكان من أقدم عمال التلغراف، ووُصف بأنه عامل تلغراف ذو خبرة واسعة. قام بعشر رحلات عودة إلى جزر الهند الشرقية الهولندية. قبل ذلك بثلاث سنوات، في عام 1931، كان الناجي الوحيد من حادث تحطم طائرة "أوييفار" في بانكوك. كان متزوجًا.[16]

### الركاب
- دومينيك ويليم بيريتي (وُلد في 20 نوفمبر 1890 في يوغياكارتا، جزر الهند الشرقية الهولندية) كان مؤسسًا ومديرًا لوكالة الأنباء الهندية "أنيتا" في باتافيا. ووفقًا لمصادر موثوقة، فقد تواصل في ديسمبر 1934 في هولندا مع جيرهارد فريتز، المدير الألماني لبنك "ليبمان، روزنتال وشركاه"، وهو بنك استولى عليه النازيون واستخدموه. كان بيريتي على استعداد لبيع وكالته للنازيين، لكن هذه الصفقة باءت بالفشل.[17]
- البروفيسور إدوارد ويليم والش، الذي يُكتب عادةً باسم إي دبليو والش (ولد في 9 أغسطس 1890 في شيدام) كان أستاذًا هولنديًا للعلوم الصحية في جزر الهند الشرقية الهولندية يتمتع بخبرة في مجال النظافة ومكافحة الملاريا. بدأ حياته المهنية في أمستردام بإجراء أبحاث في علم الجراثيم والنظافة. بعد إجراء الأبحاث على الساحل الشرقي لسومطرة. أجرى أبحاثًا لصالح مؤسسة روكفلر حول، من بين أمور أخرى، مكافحة الملاريا. بعد ذلك أصبح رئيسًا لمكافحة الملاريا ثم رئيسًا للمختبر الطبي. أصبح أستاذًا لعلم الجراثيم والنظافة في .G.H.S وكان عضوًا في المعهد الصحي لجمعية الشعب في سنغافورة وعُين في نانكينغ أمينًا دائمًا. ذهب إلى هولندا في 5 ديسمبر بسبب مرض والدته.[18][19]
- كان جاكوبس ثيمين كورت (مواليد 21 أغسطس 1886 في لايدن) رجل أعمال ناجحًا. امتلك مصنعًا لبلاط الأسقف "كارانجبيلانج" في سورابايا، جزر الهند الشرقية الهولندية، كما كان مفوضًا لصحيفة "سوراباياش هاندلسبلاد". أسس لاحقًا في هولندا صحيفة "إنديشه بورْت" في أوخستخيست. كان متزوجًا ولديه طفلان.[20]

## ردود الفعل
أحدث الحادث حزنًا شديدًا في هولندا. وفي الوقت الذي كان لا يزال فيه الكثير من عدم اليقين بشأن الحادث، طلبت الملكة فيلهلمينا ملكة هولندا معلومات من مكتب الخطوط الجوية الملكية الهولندية (KLM). وبعد الإعلان عن عدم وجود ناجين، أرسلت الملكة فيلهلمينا والأميرة برقيتين معربتين عن تعازيهما. وبعد الإعلان عن العثور على الطائرة دون ناجين، توافد الناس بأعداد كبيرة على مكتب الخطوط الجوية الملكية الهولندية (KLM) لتقديم تعازيهم، بمن فيهم الوزير كالف. وفي الأيام التالية أيضًا، توجه الناس إلى مكتب الخطوط الجوية الملكية الهولندية (KLM) بمن فيهم مسؤولون من اتحاد النقل الجوي الدولي (Rijksluchtvaartdienst ., Koninklijke Nederlandse Vereniging voor Luchtvaart. نظرًا للعدد الكبير من الأشخاص، كانت هناك حاجة إلى مساعدة الشرطة.
في Tweede Kamer أُحيِّيَت ذكرى الحادث بإلقاء خطابات من قبل الرئيس تشارلز رويس دي بيرينبروك والوزير كالف نيابة عن الحكومة.
كتقدير، أوقفت برامج الراديو ( NCRV ،VARA) لمدة يوم واحد على الأقل. ونُكِّسَت الأعلام في هولندا.
وقد تلقينا التعازي من جميع شركات الطيران الدولية.
كما أعرب العديد من الأشخاص في جزر الهند الشرقية الهولندية عن تعازيهم، بما في ذلك الحاكم العام لجزر الهند الشرقية الهولندية بونيفاسيوس كورنيليس دي يونج ونائب رئيس مجلس جزر الهند يان ويليم ماير رانيفت. كما أعربت شركة ترانس أوشن ورويترز عن تعازيهما الخاصة لبيريتي ووالتش.
تلقت وكالة أنباء أنيتا تعازي من ألمانيا وإنجلترا والولايات المتحدة والصين وهولندا، ومن العديد من وكالات الأنباء الأجنبية. كما تلقت تعازي من نائب رئيس مجلس جزر الهند ، يان ويليم ماير رانيفت. وتوجه العديد من الأشخاص إلى مكتب أنيتا، بمن فيهم السيد بيكيلا، List of governors in the Dutch East Indies [خطأ: تحقق من وسيط ورمز اللغة] CA Schnitzler. كما قُدّمت التعازي من سكرتير وزارة المالية فيرهوف، وفان دير موست من مكتب المدعي العام الرئيسي، ومن سكان باتافيا. كما قُدّمت التعازي من جميع صحف جزر الهند الشرقية الهولندية تقريبًا، ومن إدارة شركة Koninklijke Paketvaart-Maatschappij، وفان كويك من شركة Nederlandsch-Indische Escompto Maatschappij، ورئيس شركة PTT Van Ophuysen. إلى جانب هؤلاء، نُشرت تعازي العديد من المسؤولين الآخرين.
بسبب وفاة البروفيسور إدوارد ويليم والش، أُلغي خطاب الوداع الذي كان سيلقيه كورنيليس دي لانجن، الذي عمل في الجامعة نفسها. وتحدث رئيس الجامعة العظيم، البروفيسور ويليم ألفونس ميجسبيرج، عن والش وأعماله.

## الجنازات
في البداية، دُفن جميع الضحايا في المقبرة الإنجليزية ببغداد في 23 ديسمبر/كانون الأول 1934. ثم نُبش رفاتهم مرة أخرى، باستثناء بيريتي، في 22 يناير/كانون الثاني 1936. نُقلوا مع رفات "دراشنفيلز" إلى هولندا. أقيمت الجنازات في هولندا في 1 أبريل/نيسان 1936. أُعيد دفن بيكمان في مقبرة مويدربيرغ. أما بقية أفراد الطاقم، فقد أُعيد دفنهم في مقبرة مشتركة بمقبرة زورغفليد بأمستردام، كما يحدث غالبًا بعد حوادث طيران الخطوط الجوية الهولندية المميتة. دُفنت رفات البروفيسور والش في المقبرة العامة في هارلم .

## النظريات
وقد تودوِلَت نسخ مختلفة من النظرية التي تقول بأن الحادث وقع بسبب بيريتي في الأناضول وجزر الهند الشرقية الهولندية وهولندا.

### بيريتي
يقال أن دومينيك ويليم بيريتي كان جاسوسًا يابانيًا. امتلك بيريتي مجلة ذات توزيع ضخم حيث كتب بنفسه افتراءات. يمكن القول بأن بيريتي كان في الخدمة اليابانية من حقيقة أنه كان يدفع دائمًا غرامات التشهير في جزر الهند الشرقية الهولندية بالين الياباني. قيل إن فيلا إيزولا المملوكة لبيريتي كانت ممولة من قبل المخابرات اليابانية. وقيل إن ملعب التنس كان متينًا للغاية لدرجة أنه يمكن وضع بطارية مدفعية ميدانية فيه. بينما حاول بيريتي القيام بأعمال تجارية مع الألمان، يظل من غير المعروف ما إذا كان بيريتي قد عمل مع اليابانيين أو مع الألمان أو مع كليهما أو مع أي منهما. وفقًا لصحيفة Het Vrije Volk، كان من "المرجح" أنه عمل كجاسوس مزدوج لجهاز المخابرات السياسية في باتافيا.

### قصص صحفية من رويترز
كان الصحفي والشاعر يان إتش دي جروت يعمل تلغرافًا حكوميًا وقت وقوع الحادث. وقد نقل قصص صحفيي رويترز من موقع التحطم إلى إنجلترا. وتضمنت هذه البيانات الصحفية المطولة معلومات أخرى غير القراءات الرسمية. وفي مطار سخيبول، كان دي دبليو بيريتي آخر راكب يستقل الطائرة، بعد وصوله بالطائرة من لندن. ووفقًا لتقرير رويترز، فقد ترك انطباعًا متوترًا ومتسرعًا. وكان سيخبر الطيار بيكمان أنه جاسوس ياباني، وأن الشرطة الإنجليزية تطارده، لأنه كان يحمل معه وثائق سرية للغاية. وكان بيريتي سيعرض على بيكمان 50000 جنيه إسترليني ولاحقًا 100000 جنيه إسترليني إذا وافق على الهبوط اضطراريًا في الصحراء بدلاً من الهبوط في بغداد؛ وهي ملكية بريطانية في ذلك الوقت حيث سيُقبض على بيريتي. وفي القاهرة، كان الطيار بيكمان سيتصل بمدير الخطوط الجوية الملكية الهولندية بليسمان لمناقشة الوضع. وكان بليسمان سيأمر بيكمان بالاستمرار كما هو مخطط له. أثناء تحليقه فوق الصحراء، أطلق بيريتي النار، وبعد وقت قصير من تحطم الطائرة. ووفقًا لرويترز، وُجدت ثقوب على شكل رصاصة في الجناح، والتي نُسبت في التقرير الرسمي إلى صاعقة.
بسبب التزامه بالسرية، لم يستطع الحديث عن الأمر حينها، ولم يُخبر قصته إلا في يناير/كانون الثاني 1984. وعندما سألته رويترز، أجابت بأن برقيات من ثلاثينيات القرن الماضي أُتلفت خلال خمس سنوات. وأضافت رويترز أن القصص غير المُوثّقة لم تُنشر قط في الصحف.
كان فرانس فان رايسن رئيسًا لـ Rijksluchtvaartdienst عام ١٩٨٤. كان سلفه قد أخبره أن بيريتي سيُعتقل في بغداد. وقد سمع من أشخاص من إندونيسيا أن باريتي سيكون جاسوسًا يابانيًا. وصرح بأنه لم يُعثر على أي جروح ناجمة عن طلقات نارية أثناء تشريح الجثة. ووفقًا لفان رايسن، من غير المرجح أن يكون هناك إطلاق نار، لأنه لو كان هناك إطلاق نار، لكان بليسمان قد رجّح ذلك كسبب للتحطم.

## التحقيقات والتستر
سافرت لجان تحقيق متعددة، بما في ذلك من الخطوط الجوية الملكية الهولندية ووزارة النقل الهولندية إلى موقع التحطم للتحقيق. تُحُقِّق في الكارثة من قبل الدكتور هندريكوس فان دير ماس، رئيس قسم الطائرات في RSL (Rijks Studiedienst voor de Luchtvaart، 1919-1937). وصل إلى مكان الحادث في 26 ديسمبر. في 8 يناير قدم تقريره الأول إلى Luchtvaartdienst (LVD). لم تُنشر التقارير المكتوبة اللاحقة. عُدِّل "Permanente Ongevallen Commissie" (POC) في RSL في 7 فبراير 1935 وجاءت تحت قيادة نائب الأدميرال jhr. George Lodewijk Schorer.
كانت النتائج المنشورة الأولى هي أن الطائرة تحطمت بأقصى سرعة مع سحب عجلات الهبوط وتشغيل المحركات. وسقطت الطائرة في اتجاه معاكس لاتجاه الرحلة المقرر. يشير هذا إلى أن الطائرة انعطفت 180 درجة بسبب سوء الأحوال الجوية، وانتهى بها الأمر في ما يُسمى "رحلة دوارة"؛ وهي حالة حدثت سابقًا مع هذا النوع من الطائرات. بالنظر جزئيًا إلى موضع أجهزة الطائرة، كان الاستنتاج الأول هو أن البرق لا بد أنه كان سبب الكارثة، ولكن سُحِب هذا الاستنتاج لاحقًا.
رفض بيكمان في البداية بدء الرحلة. لم يكن يثق بالطائرة وكان متعبًا. خلال رحلة تجريبية سابقة إلى القاهرة، واجه طقسًا سيئًا في طريق عودته فوق جبال آردين. لم يتمكن الطياران المتمرسان: بيكمان وسيليفيس، من التحكم بالطائرة إلا بصعوبة بالغة. كانت خصائص طيران طائرة دي سي-2 قد أثارت سابقًا أبحاثًا، بما في ذلك آلية عمل الدفة. في النهاية، بدأ بيكمان الرحلة رغماً عنه. ويُقال إنه واجه ضغطًا كبيرًا لإكمال الرحلة في وقت قياسي.
لم تكن طائرة دي سي-2 شائعة بين الطيارين الهولنديين. وقد طُلبت مؤخرًا أربع عشرة طائرة دي سي-2 جديدة، وهو ما لم يرغب بليسمان في إلغائه. 
ومن المثير للدهشة أنه قبل 10 ساعات من تحطم الطائرة، سأل الغرباء ما إذا كانت الطائرة قد تحطمت بالفعل.

### التقرير الفني (شرودر)
في أبريل/نيسان 1935، نشرت لجنة خاصة، برئاسة نائب الأدميرال جورج لودفيك شورر، التقرير الفني. وخلصت اللجنة إلى أن عوامل متعددة تسببت في الحادث. وقد ساهمت سوء الأحوال الجوية، وإرهاق بيكمان، وسوء أداء الطائرة في التحطم. ولم تُقدم أي تفاصيل أخرى.

### تقرير المسؤولية (شرودر)
إلى جانب التقرير الفني، أصدرت لجنة شورر تقريرًا حول مسؤولية الحادث، إلا أنه لم يُنشر. بعد مرور ما يقرب من خمسين عامًا على الحادث، في يناير/كانون الثاني 1984، حصلت صحيفة "هيت فريي فولك" الهولندية على نسخة من التقرير ونشرته. وذكر التقرير أن الخطوط الجوية الملكية الهولندية (KLM) بقيادة ألبرت بليسمان والوزير جاكوب كالف هي المسؤولة. ونظرًا لعدم إجراء التعديلات اللازمة والمخاطر المعروفة، خاطرت الخطوط الجوية الملكية الهولندية كثيرًا في القيام بهذه الرحلة، وكان السماح للركاب بركوبها تصرفًا غير مسؤول.
وفقًا لهذا التقرير، لا يُمكن تحميل الطيار مسؤولية الحادث. فبينما كان في القاهرة "متعبًا وحتى في حالة ذهول" مع شكوك حول "لياقته العقلية الكافية للرحلة الصعبة"؛ لا يُمكن إلقاء اللوم عليه، فقد أمرته الخطوط الجوية الملكية الهولندية (KLM) برحلة اضطرارية سريعة وإلا لكان سيُفصل من العمل. كانت إدارة الخطوط الجوية الملكية الهولندية (KLM) على علم بصعوبة التحكم بالطائرة في الأحوال الجوية السيئة. ورغم أن بيكمان كان طيارًا متمرسًا، إلا أنه فقد السيطرة على الطائرة مرتين في رحلة سابقة من القاهرة في ظروف جوية سيئة. ووفقًا للتقرير، كان من المتوقع حدوث مثل هذه الظروف أيضًا في هذه الرحلة. لم تُجرِ الخطوط الجوية الملكية الهولندية (KLM) التعديلات المتعددة المطلوبة على الطائرة بسبب "ضيق الوقت". لم يقم الطيار الثاني فان ستينبيرجين سوى بعشر ساعات طيران على هذه الطائرة، ووفقًا للوائح الأمريكية، فإن هذا غير كافٍ لمثل هذه الرحلة. ونظرًا لأوجه القصور في التحضير والمخاطر التي تُحُمِّلَت، بالنسبة لرحلة كان يجب إكمالها في وقت قياسي، كان من غير المسؤول، وفقًا للتقرير، السماح للركاب بركوب هذه الرحلة.
بعد الحادث، خلصت اللجنة إلى أن الخطوط الجوية الملكية الهولندية دمرت العديد من الوثائق المهمة، بما في ذلك تقرير بيكمان عن خصائص طيران الطائرة وتقرير الاجتماع حولها؛ حيث كُسِرَت خزانة بيكمان لأول مرة.
إلى جانب الخطوط الجوية الملكية الهولندية (KLM)، يُلام وزير البنية التحتية وإدارة المياه، جاكوب كالف. فقد أصدر شهادة صلاحية طيران للطائرة بمتطلبات أقل من المطلوب نظرًا "للمصالح الكبرى للخطوط الجوية الملكية الهولندية"، وكان من المفترض ألا يُصدر تصريح ركاب. ولم تُنفذ الخطوط الجوية الملكية الهولندية (KLM) المطالب الستة التي طلبها الوزير مقابل إصدار الشهادة.

## إرث
أُشير إلى هذا الحادث في العديد من النظرات التاريخية لشركة KLM.

## روابط خارجية
- تقارير الحوادث والتحقيقات على hdekker.info
- حادث تحطم في aviacrash.nl| - ع - ن - ت الخطوط الجوية الملكية الهولندية | - ع - ن - ت الخطوط الجوية الملكية الهولندية                                                                                                                                                                                                                                                                                                                                                                                                                                                                                                                                                                                                                                                                                                                                                                                      |
| ------------------------------------------- | --- |
| التحالف                                     | - سكاي تيم |
| الشركة الأم                                 | - الخطوط الجوية الفرنسية - كيه إل إم |
| شركات تابعة                                 | - Cygnific - KLM Cityhopper - Martinair - ترانسافيا - ترانسافيا فرنسا |
| الوجهات                                     | - KLM - وجهات ترانسافيا.كوم - وجهات ترانسافيا.كوم فرنسا |
| الأحداث                                     | \| حوادث ووقائع \| - 1924 KLM Fokker F.III disappearance - 1925 KLM Fokker F.III Forêt de Mormal crash - 1927 KLM Fokker F.VIII crash - 1928 KLM Fokker F.III Waalhaven crash - تحطم طائرة كي إل إم دوغلاس دي سي-2 عام 1934 - 1935 Amsterdam Fokker F.XXII crash - 1935 Bushehr KLM Douglas DC-2 crash - 1935 San Giacomo Douglas DC-2 crash - 1936 KLM Croydon accident - 1946 Amsterdam KLM Douglas C-47 crash - 1947 KLM Douglas DC-3 Copenhagen disaster - حادثة الخطوط الهولندية 1948 - رحلة الخطوط الجوية الملكية الهولندية رقم 592 - KLM Flight 607-E - KLM Flight 608 - KLM Flight 633 - رحلة الخطوط الملكية الهولندية رقم 844 - الخطوط الجوية الملكية الهولندية الرحلة 823 - كيه إل إم الرحلة 861 - كارثة مطار تنريفه - كيه إل إم الرحلة 867 - KLM Cityhopper Flight 433 \| \| وقائع أخرى \| - MacRobertson Air Race \| |
| أشخاص                                       | - Wim Beekman - Albert Plesman - أنتوني فوكر - بيتر هارتمان - Jan Hondong - Camiel Eurlings - Pieter Elbers - Jacob Veldhuyzen van Zanten |
| طائرات ملحوظة                               | - Uiver |
| متعلقة                                      | - الخطوط الجوية الفرنسية - كيه إل إم - الخطوط الجوية الفرنسية - خطوط دلتا الجوية - KLM Open - List of KLM Delft Blue houses |
| سابقة                                       | - Air Antwerp‎ - KLM uk |
| حوادث ووقائع                                | - 1924 KLM Fokker F.III disappearance - 1925 KLM Fokker F.III Forêt de Mormal crash - 1927 KLM Fokker F.VIII crash - 1928 KLM Fokker F.III Waalhaven crash - تحطم طائرة كي إل إم دوغلاس دي سي-2 عام 1934 - 1935 Amsterdam Fokker F.XXII crash - 1935 Bushehr KLM Douglas DC-2 crash - 1935 San Giacomo Douglas DC-2 crash - 1936 KLM Croydon accident - 1946 Amsterdam KLM Douglas C-47 crash - 1947 KLM Douglas DC-3 Copenhagen disaster - حادثة الخطوط الهولندية 1948 - رحلة الخطوط الجوية الملكية الهولندية رقم 592 - KLM Flight 607-E - KLM Flight 608 - KLM Flight 633 - رحلة الخطوط الملكية الهولندية رقم 844 - الخطوط الجوية الملكية الهولندية الرحلة 823 - كيه إل إم الرحلة 861 - كارثة مطار تنريفه - كيه إل إم الرحلة 867 - KLM Cityhopper Flight 433                                                                   |
| وقائع أخرى                                  | - MacRobertson Air Race |